# 금산초등학교 (전남)
금산초등학교는 대한민국 전라남도 고흥군 금산면 대흥리에 있는 공립 초등학교이다.

## 학교 연혁
- 1925년 9월 18일 금산공립보통학교 개교
- 1938년 4월 1일 금산공립심상소학교로 개칭
- 1941년 4월 1일 금산공립국민학교로 개칭
- 1949년 4월 1일 금산국민학교로 개칭
- 1981년 8월 1일 병설유치원 개원
- 1996년 3월 1일 금산초등학교로 개칭
- 1997년 3월 1일 금산서분교장 통합
- 1998년 3월 1일 연홍분교장 통합
- 1999년 3월 1일 금산동초등학교 통합
- 2001년 3월 1일 금산중앙분교장 통합
- 2009년 3월 1일 금산남초등학교, 금산제일초등학교 통합
- 2018년 9월 1일 제37대 김경희 교장 부임
- 2020년 2월 12일 제92회 졸업(총 9,563명 졸업)

## 참고 자료
- 금산초등학교 - 한국교육학술정보원 학교알리미